# Dave Garroway
Dave Garroway est un animateur de télévision américain né le 13 juillet 1913 à Schenectady, New York (États-Unis), décédé le 21 juillet 1982 (suicide).

## Filmographie
- 1948 : I Surrender Dear : Disc Jockey
- 1949 : Garroway at Large (série TV) : Host (1949-1951)
- 1954 : Babes in Toyland (TV)
- 1959 : Train, amour et crustacés (It Happened to Jane) : Host, 'The Left Hand'
- 1979 : Jack Frost (TV) (voix)

## Anecdotes
Dave Garroway presenta l'émission nationale Monitor (NBC Radio) au cours des années 1950 et 1960.